# Bechstedt-Wagd
Bechstedt-Wagd ist ein Ortsteil der Gemeinde Amt Wachsenburg im Ilm-Kreis (Thüringen) mit etwa 300 Einwohnern.

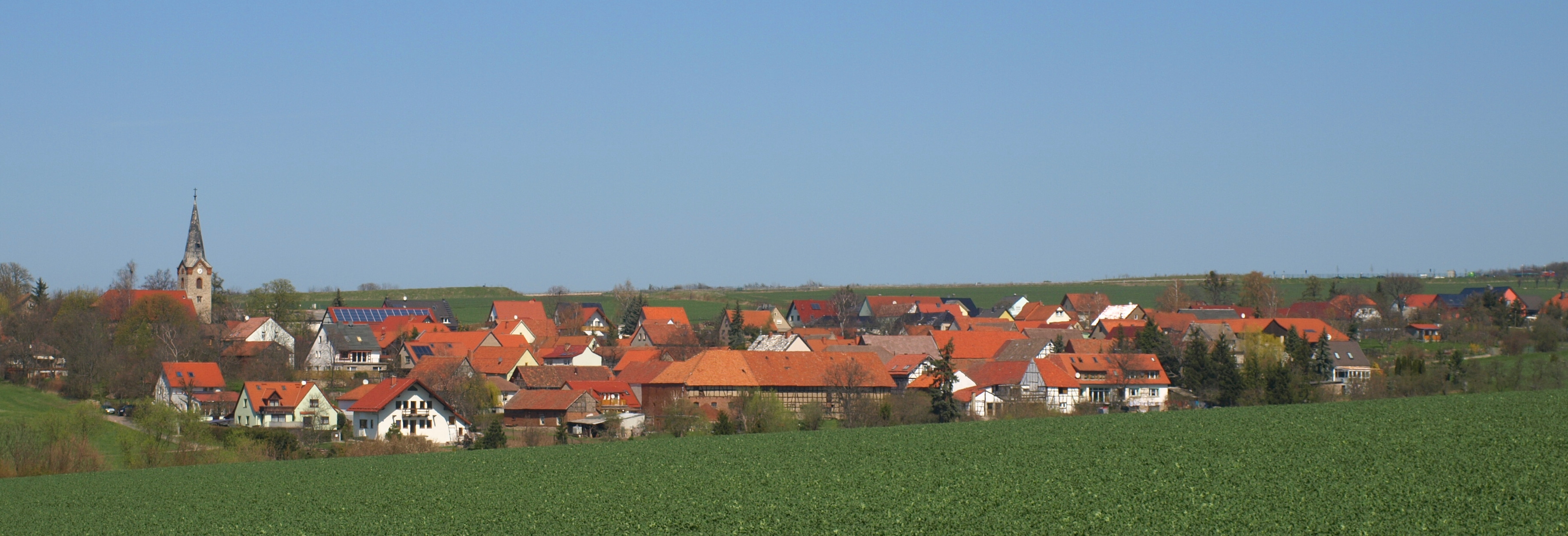
Blick auf Bechstedt-Wagd von Süden

## Geografie
Bechstedt-Wagd liegt am Rand des Thüringer Beckens etwa zehn Kilometer südlich von Erfurt. Dazwischen liegen noch das Wiesenbachtal und der Steigerwald. Westlich von Bechstedt-Wagd liegen weite, ebene Ackerflächen, während sich östlich des Dorfes das „Bechstedter Holz“, ein Teil des großen Laubmischwald-Gebietes im Städtedreieck Erfurt – Weimar – Kranichfeld befindet. Die Dorfflur wird nach Südwesten zur Wipfra hin entwässert. Bechstedt-Wagd liegt in etwa 360 Metern Höhe und hat seinen Zusatz („Wagd“) zur besseren Unterscheidung vom nur etwa 15 Kilometer entfernt liegenden Bechstedtstraß erhalten. Als Wagd wurde früher der Höhenzug östlich der Gera zwischen Erfurt und Arnstadt bezeichnet. Bechstedt-Wagd ist der nördlichste Ort im Ilm-Kreis.

## Geschichte
Erste Ansiedlungen im Gebiet des heutigen Ortes gab es bereits um das Jahr 700. Eine verfälschte Urkunde des Mönchs Eberhard im Codex Eberhardi beinhaltet eine Schenkung Karls III. des Dicken vom 23. Sept. 885. Die Urkunde gibt es wirklich, aber der Mönch Eberhard hat hier den Ort „Pechstat“ (Bechstedt) zu „Perhstat,“ Berstadt, verändert. Im Codex Eberhardi schrieb er dann „Berstat.“
Bechstedt-Wagd wurde gegen Ende des 12. Jahrhunderts erstmals urkundlich erwähnt. Es gehörte zu dieser Zeit den Grafen von Henneberg, bis Graf Johann I. es 1355 für 169 Mark Silber an die Stadt Erfurt verkauften. In den folgenden 500 Jahren war es dann eines der Erfurter Dörfer und leistete somit einen Betrag zur Versorgung der Stadt Erfurt. Die gelegentlich anzutreffende Meinung, dass Bechstedt-Wagd ein Küchendorf gewesen sein, entbehrt jedoch dem Fakt, dem kurmaizischen Hof in Erfurt gedient zu haben. Die damit verbundenen Pflichten und Privilegien trafen die Bewohner Bechstedts jedoch nicht.
Mit der Reduktion Erfurts unter den Mainzischen Krummstab gehörte es ab 1664 zum Erzbistum Mainz. 1802 fiel es gemeinsam mit der Stadt und dem Stadtamt Erfurt an Preußen. Als 1816 der preußische Landkreis Erfurt gebildet wurde, schloss man ihm Bechstedt-Wagd an. Am 14. März 1974 wurde die Gemeinde nach Egstedt eingegliedert. 1994 wurde im Rahmen der Thüringer Gebietsreform der Landkreis Erfurt aufgelöst. Große Teile des Altkreises wurden nach Erfurt eingemeindet, auch Egstedt (am 1. Juli 1994), nicht so jedoch der Ortsteil Bechstedt-Wagd. Er wurde am 30. Juni 1994 in die Gemeinde Kirchheim eingegliedert. Am 1. Januar 2019 wurde Kirchheim nach Amt Wachsenburg eingemeindet.
Zu DDR-Zeiten bestand östlich des Ortes ein Truppenübungsplatz der NVA, der durch die A 4 durchtrennt ist. Noch heute (2010) gibt es in dem beliebten Wandergebiet „Bechstedter Holz“ (zwischen Riechheimer Berg und Forsthaus Willrode) zahlreiche Warnschilder: „Halt! Ehemaliges Militärgebiet. Gefahr durch Blindgänger! Betreten verboten!“ Im Osten des Bechstedter Holzes entsorgen Unternehmen seit Ende der DDR in abgesperrtem Gelände riesige unterirdische Munitionsvorräte.

## Politik
Die ehrenamtliche Ortsteilbürgermeisterin von Bechstedt-Wagd ist Sylvia Leinhos. Sie wurde bei den Kommunalwahlen in Thüringen am 26. Mai 2024 erstmals ins Amt gewählt. Zusammen mit vier weiteren Mitgliedern bildet Leinhos den Ortsteilrat von Bechstedt-Wagd.

## Wirtschaft und Infrastruktur
Bechstedt-Wagd ist ein landwirtschaftlich geprägter Ort. Heute arbeiten die meisten Einwohner jedoch im nahe gelegenen Erfurt. Eng aneinandergefügte Höfe mit Wohngebäuden, Stallungen, Scheunen und Gärten bestimmen die Dorfstruktur mit dem Charakter eines typischen Haufendorfes. Weiträumige Nutzgärten bilden einen Übergang zur freien Landschaft. Verschiedene Wohnhäuser und Gehöfte des Dorfes stehen unter Denkmalschutz. Bekannt ist in der Gemarkung die Kaiserwiese (Lage→) mit etwa 18 verschiedenen seltenen Pflanzenarten.
Bechstedt-Wagd liegt an der viel befahrenen Landesstraße von Erfurt nach Stadtilm, für die es hier eine Ortsumgehung gibt, die den Wohn- und Freizeitwert des Ortes wesentlich verbessert hat. Eine weitere Straße führt nach Rockhausen im Westen des Dorfes. Außerdem verläuft die A 4 nur wenige hundert Meter nördlich des Ortes.

## Sehenswürdigkeiten

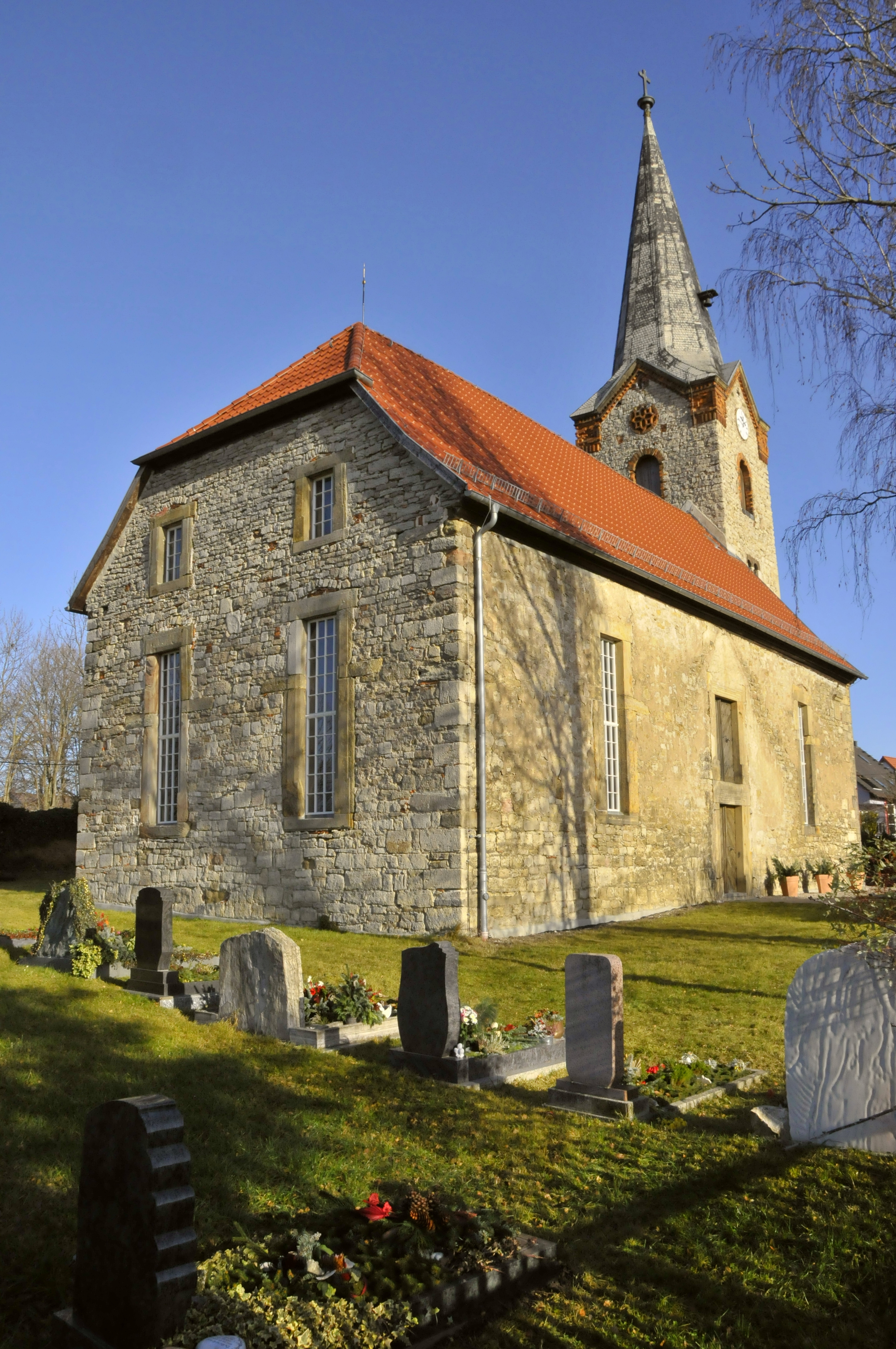
Evangelische Kirche St. Trinitatis

Neben etlichen unter Denkmalschutz stehenden Häusern ist die Kirche des Ortes St. Trinitatis ein besonderer Anziehungspunkt. Sie wurde 1724 umfangreich im barocken Stil restauriert.